# Pixar
Анімаційна студія Пікса́р (англ. PIXAR Animation Studios) — студія комп'ютерної анімації, одна із трьох лідерів цього напрямку. Її засновники в буквальному розумінні створили комп'ютерну анімацію. Розташована в місті Емерівілл (англ. Emeryville), Каліфорнії, США. Відома завдяки таким повнометражним анімаційним фільмам, як Історія іграшок, У пошуках Немо, Тачки та ін. Розробник програми RenderMan, яка є стандартом у створенні комп'ютерних спецефектів для сучасного кінематографу. Компанія, першою, у 1995 році, створила повнометражний комп'ютерний анімаційний фільм Історія іграшок.

## Історія
Компанія Піксар веде свою історію з 1979 року від Графічної групи англ. Graphic Group, компанії Lucasfilm; 1986 року підрозділ Graphic Group купує співзасновник компанії Apple Стів Джобс за 10 млн дол. і утворюється компанія Pixar Inc.
Спочатку Піксар був високотехнологічною комп'ютерною компанією, яка займалась виготовленням і реалізацією спеціалізованих комп'ютерних систем. Одночасно з цим їх використовували для виготовлення коротких анімаційних роликів для рекламних компаній та короткометражних фільмів. Перший повнометражний анімаційний фільм «Історія іграшок» був знятий на замовлення компанії «Walt Disney Feature Animation».
Крім того, саме завдяки Pixar, точніше, її комп'ютеру Pixar Image Computer, світ зобов'язаний появі відомої програми для редагування зображень Adobe Photoshop. Але компанії довелося пройти довгий шлях, перш ніж вона досягла світового визнання. Хоча компанія переважно відома завдяки своїм анімаційним фільмам, Pixar також є розробником передових рішень в області тривимірної комп'ютерної графіки. Зокрема, Pixar розробляє і продає візуалізатор RenderMan — програмне забезпечення для генерації високоякісних фотореалістичних зображень.
24 січня 2006 року компанія Disney повідомила про те, що була досягнута угода про придбання нею студії Pixar за пакет акцій Disney вартістю в 7,4 млрд дол. Перехід компанії під нове керівництво був завершений 5 травня 2006 р. 

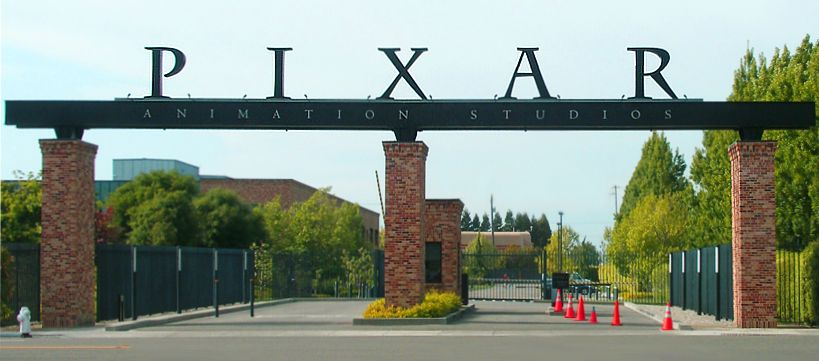
Головний вхід студії «Піксар» у місті Емервілль, Каліфорнія